# Magyar Nemzeti Bank
A Magyar Nemzeti Bank (MNB) Magyarország központi bankja. A központi bankok – vagy más néven jegybankok – fő feladatai elsősorban a monetáris politika vitele, az árstabilitás fenntartása, a pénzügyi rendszer stabilitásának biztosítása, és sok ország esetében a devizatartalékok kezelése. A Magyar Nemzeti Bank feladatait a 2013. évi CXXXIX. törvény (jegybanktörvény) rögzíti. 2025. március 4-től a Magyar Nemzeti Bank elnöke Varga Mihály.

## Története
Az első világháborút lezáró trianoni békeszerződés 189. cikkelye Magyarországnak, a saint-germain-en-laye-i békeszerződés pedig Ausztriának előírta, hogy a szerződés aláírását követő napon meg kell kezdeni az Osztrák–Magyar Bank felszámolási műveleteit. E rendelkezéseknek Magyarország 1921. augusztus 1-jén, a Magyar Királyi Állami Jegyintézet megalapításával tett eleget.
1922 nyarára az ország gazdasága olyan állapotba került, hogy elengedhetetlenné vált a szanálás, amihez a Népszövetség csak úgy biztosított támogatást, ha új központi bank alakul. Ennek megfelelően hozták meg az 1924. évi V. törvényt, amely április 26-án lépett hatályba.
Az önálló magyar jegybank, a Magyar Nemzeti Bank részvénytársasági formában 1924. június 24-én kezdte meg munkáját. Első elnöke Popovics Sándor volt. A jegybank teremtette meg az első világháborút követően inflálódott korona stabilizációját a Népszövetség kölcsöneinek segítségével 1924-ben, majd 1926-ban kibocsátotta az új valutát, a magyar pengőt. Átvette az állami számlák vezetését, az államadósság kezelését. Kamat- és hitelpolitikájával, váltóleszámítolási elveivel és gyakorlatával irányította az ország hiteléletét, befolyásolta a bankrendszer működését. Hatáskörébe került a devizagazdálkodás felügyelete is. Megalakulásától – 1930 – részvényese és aktív tagja a Nemzetközi Fizetések Bankjának (BIS).
Az 1929 őszén kirobbant nagy gazdasági világválság előidézte pénzügyi krízis 1931 júliusában elérte Magyarországot is. A Magyar Nemzeti Bank ez időtől kezdve 2001-ig a kötött devizagazdálkodás megvalósítója, e téren a hatósági feladatok ellátója, gazdaságpolitikai felelősséggel és hatáskörrel rendelkező központi bank volt. A második világháború időszakában a jegybank erőfeszítései dacára a nemzeti valuta, a magyar pengő inflációja bontakozott ki. A háború befejezését követően a pengő értékvesztése a világtörténelem eddigi legnagyobb méretű pénzromlását produkálta.
A Magyar Nemzeti Bank közreműködésével valósult meg 1946. augusztus 1-jén a stabilizáció, jelent meg az új fizetőeszköz, a forint. A nagybankok – köztük a jegybank – magyar tulajdonú részvényeinek 1947 végén lezajlott államosítását követően a bankrendszert rövid idő alatt átalakították. A kereskedelmi bankokat és a takarékpénztárakat felszámolták, és a többi szocialista országhoz hasonlóan egyszintű bankrendszert alakítottak ki. A Magyar Nemzeti Bank 1948 második felétől a jegybanki hatáskörök mellett kereskedelmi banki feladatokat is ellátott. Mint államosított központi bank, irányítása kormányzati fennhatóság alá került.
1987. január 1-jével Magyarországon visszaállt a kétszintű bankrendszer. A létrejövő új kereskedelmi bankok apparátusa, fiókhálózata, ügyfélköre kevés kivételtől eltekintve a Magyar Nemzeti Banktól került át a megalakuló pénzintézetekhez. A Magyar Nemzeti Bankról 1991 októberében elfogadott – majd többször módosított – törvény helyreállította a jegybank függetlenségét, újraszabályozta feladatkörét.
Bár hivatalosan az árfolyam rögzített volt, a kilencvenes évek első felében, az infláció növekedésével párhuzamosan gyakran került sor árfolyam-leértékelésekre. Ezt az árfolyam-mechanizmust váltotta fel 1995-ben a csúszó leértékelés rendszere, melyben az árfolyam a középparitás körüli 2,25%-os sávban ingadozhatott, és a középparitás értéke egy előre meghatározott mértékben naponta leértékelődött. A csúszó leértékeléses árfolyamrendszerrel a kilencvenes évek második felében sikerült az árfolyam- és inflációs várakozásokat stabilizálni, és a monetáris politika hitelességét növelni, ugyanakkor az egyre növekvő tőkebeáramlás semlegesítése nagyfokú jegybanki intervenciót tett szükségessé, ezért a csúszó leértékelés 2001-ben megszüntetésre került.
A monetáris politika kereteit 2001-től kezdődően, több lépcsőben alakították ki. Az árfolyamrezsim a sávos árfolyam-rendszerek közé tartozik, ahol az árfolyam lebegési sávja többször is változott. Ezekkel az intézkedésekkel párhuzamosan bevezették az inflációs célkövetés rendszerét, melyben a jegybank az infláció jövőbeni értékére adott előrejelzések függvényében úgy alakítja monetáris politikáját, hogy biztosítsa az alacsony és stabil inflációt. Mindezek mellett a jegybanktörvény – az Európai Unió elvárásainak is megfelelő – módosítása kiteljesítette a jegybank pénzügyi, személyi és eszközfüggetlenségét.
Magyarország EU-csatlakozásával az MNB 2004-től tagjává vált a Központi Bankok Európai Rendszerének (KBER).

### Alapítványok
Matolcsy György elnöksége elején, 2014-ben az MNB a forint leértékelődése révén 511 milliárd forintos árfolyamnyereséget realizált. Ebből a bank 266 milliárd forintot hat újonnan létrehozott alapítványának adott át (ezeket később összevonta).
A központi bank emellett egyéb veszteségeket is elszenvedett, horribilis árfolyamnyereségét pedig a költségei felduzzasztása révén is apasztotta, így az eredménye 2014-ben 27,4 milliárd forintra csökkent. Az alapítványok tőkejuttatásának költségként való elszámolásával a bank elérte, hogy ne legyen annyi nyeresége, amennyiből a jegybanktörvénynek megfelelően osztalékot fizethetett volna a költségvetésnek.
Az alapítványok létrehozása nagy társadalmi vitát váltott ki, az ellenzék lopásról beszélt, a FIDESZ politikusai viszont azt állították, hogy az alapítványok létrehozásával a „közpénz elvesztette közpénz jellegét”, ezért itt nincs semmi látnivaló. Az Alkotmánybíróság azonban úgy döntött, hogy a közpénz nem veszítheti el közpénz jellegét, ezért annak felhasználása átlátható kell maradjon.
Az MNB az alapítványok létrehozásáról később így fogalmazott: „a Magyar Nemzeti Bank, mint nemzeti intézmény a törvényen alapuló lehetőségével élve és az össztársadalmi céljai megvalósításának hangsúlyosabb továbbvitele érdekében hozta létre a Pallas Athéné Alapítványokat, amelyek az MNB Társadalmi Felelősségvállalás Programja és az annak keretén belül meghirdetett Közgondolkodási Program mentén kezdték meg működésüket 2014-ben.” 2020-ban a bank újra leszögezte, hogy „az (összevont) Pallas Athéné Domus Meriti Alapítvány, valamint a tulajdonában lévő gazdasági társaságok továbbra is önálló jogi személyiséggel rendelkező szervezetek, amelyek függetlenek az alapítótól és ennek megfelelően az üzleti döntéseiket is a Magyar Nemzeti Banktól teljesen független tisztségviselőik hozzák.”
A kritikák hatására a 2014-et követő években az árfolyamok alakulásából származó jegybanki nyereség zömét, a törvényt betartva, befizették a költségvetésbe, nagy részét – az uniós elszámolási rendszernek is megfelelően – az államadósság csökkentésére fordították. Az ÁSZ 2018-ban vizsgálatot végzett, és mindent rendben talált az alapítványok körül.
2022-től azonban az elszabadult infláció megfékezésére az MNB radikális kamatemelésre kényszerült, és emiatt a korábbi árfolyamnyereség hónapok alatt elpárolgott, a banknak súlyos tőkehiánya keletkezett. A jegybanktörvény szerint a költségvetésnek öt éve lett volna ennek kipótlására. A költségvetés azonban nem volt hajlandó erre 400 milliárdot költeni, ezért az Országgyűlés 2023 decemberében megváltoztatta a törvényt: eszerint a tőkehiányt „elfogadható időn belül” kell kipótolnia a költségvetésnek. Egy jegybank ugyanis, amely pénzt teremt, átmenetileg tőkehiányosan is működhet, például akkor, ha a később keletkező nyereségből a saját tőkét a jegyzett tőke szintjére – az MNB esetében tízmilliárd forintra – ki tudja pótolni.
Az MNB azonban 2025-ben a tőkehiány pótlásától beláthatatlanul messze van. A 2009–2020 között elért, összesen 796,4 milliárd forint nyereséggel szemben a 2021–2023-ban elszenvedett 2222,3 milliárd forint veszteség áll az ÁSZ elemzői szerint. Az ismétlődő veszteségek következtében a jegybank saját tőkéje 2023 végére mínusz 1854,6 milliárd forintra csökkent, és „pozitívvá válása elhúzódó folyamat lesz” prognózisuk szerint.

### Az Állami Számvevőszék vizsgálata 2025-ben, feljelentés
Az Állami Számvevőszék 2025. március 19-én jelentést tett közzé a Magyar Nemzeti Bank működése
szabályszerűségének ellenőrzéséről. A jelentés megállapította, hogy az MNB gazdálkodása az ingatlanberuházások terén nem teljesítette a takarékos működés követelményét, nem igazodott az ország, az állami intézményrendszer általános pénzügyi helyzetéhez. Az MNB az ingatlanokkal kapcsolatos gazdálkodási döntései során a saját súlyos pénzügyi helyzetét sem vette figyelembe, nem értékelte a beruházások hosszú távú, a veszteségeket növelő hatásait sem.
A jelentés kifogásolta azt is, hogy az MNB az ingatlanberuházások terén gátolta az ellenőrzést, nem biztosította a szükséges transzparenciát.
Az ÁSZ a Pallas Athéné Domus Meriti Alapítvány, valamint a kecskeméti Neumann János Egyetemet fenntartó Neumann János Egyetemért Alapítvány működésével kapcsolatban feljelentést tett, mivel az alapítvány által létrehozott OPTIMA Befektetési Zrt. a közpénzektől elvárt gondos kezeléssel ellentétes kockázatokat vállalt és többszáz milliárd forintos veszteségeket szenvedett. Az ÁSZ szerint a befektetéseket „lényegében átláthatatlan, a valós vagyon értékelését szinte ellehetetlenítő” struktúrában hajtották végre. A rossz befektetések miatt a vagyon jelentősen csökkent, miközben abból nagy rész jutott a Matolcsy György fiához, Matolcsy Ádámhoz és barátaihoz (Somlai Bálint,Száraz István) kötődő cégeknek.

### Saját felügyelőbizottsági jelentés
Megdöbbentő pazarlásra hívja fel a figyelmet utólag a szervezet saját felügyelőbizottsági jelentése és megállapítja, hogy a székházának felújítására felhasznált közpénz, az azzal való gazdálkodás nem ellenőrizhető, mi több, szabálytalanul választották ki a kivitelezőt.

## Intézményi felépítése, szervei
- A Magyar Nemzeti Bank részvénytársasági formában működik, tulajdonosa (részvényese) a magyar állam.
- Az MNB fő szervei a Monetáris Tanács és a Felügyelő Bizottság,[13] továbbá 2013-tól a Pénzügyi Stabilitási Tanács.

A bank működéséről üzleti jelentés és beszámoló formájában évente beszámol az Országgyűlésnek, tevékenységét ezen felül az Állami Számvevőszék, valamint a Felügyelő Bizottság ellenőrzi.

### A Monetáris Tanács

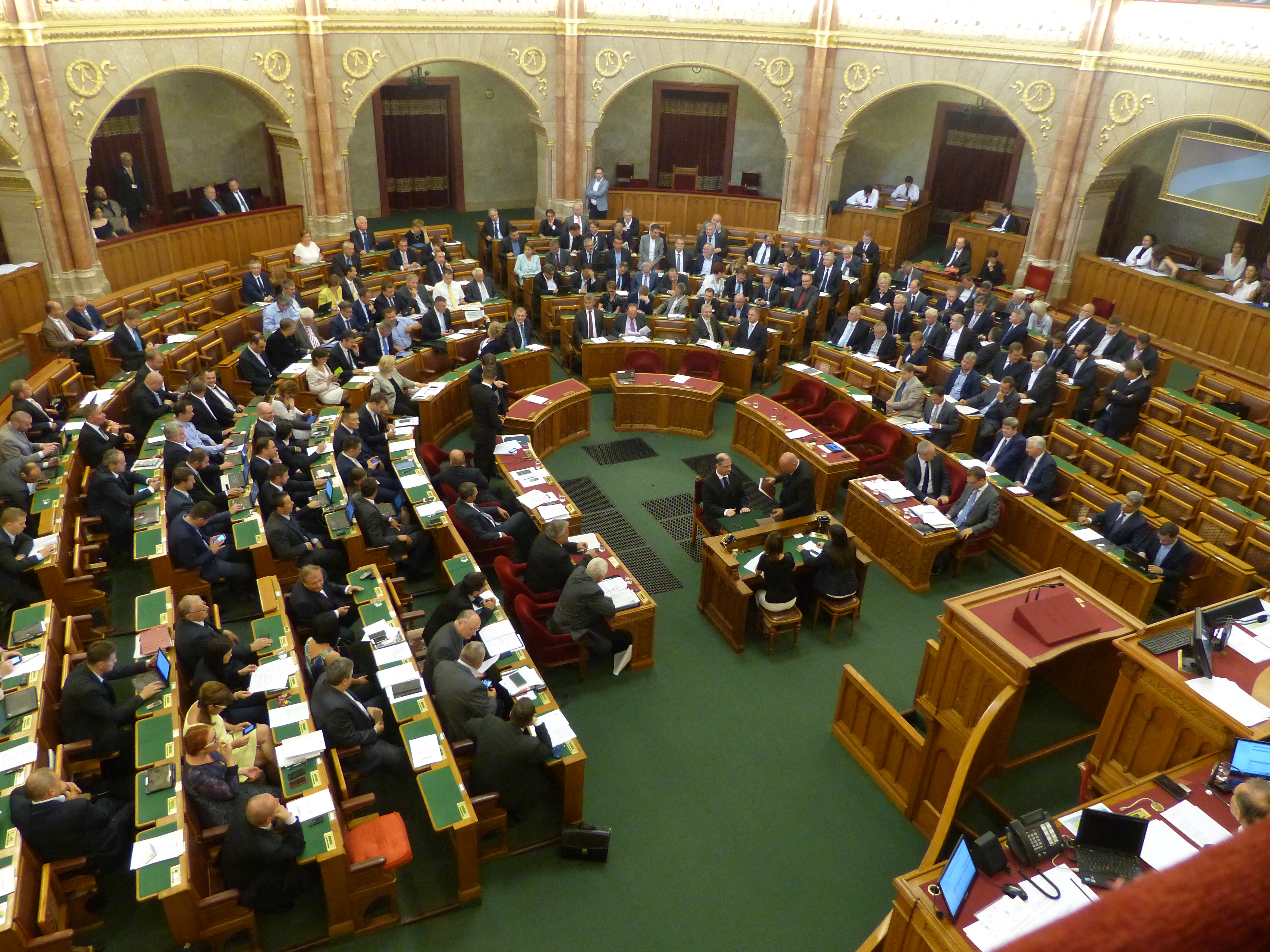
A Monetáris Tanács tagjának eskütétele az Országgyűlésben

A Monetáris Tanács a Magyar Nemzeti Bank (MNB) legfőbb döntéshozó szerve.
- A Tanács szükség esetén bármikor összehívható, de havonta legalább egy alkalommal ülésezik.
- A tanács tagjai a jegybank elnöke, 1-3 (jelenleg két) alelnöke, valamint további külsős tagok.
- A Tanácsban a külsős tagok száma jelenleg kilenc, amely fokozatosan, a tagok mandátumának lejártával csökken le maximum 4 főre.
- A törvénymódosítás [forrás?] alapján a külsős tagok közül kettőt a jegybankelnök, kettőt a miniszterelnök javasol.
- A Monetáris Tanács tagjainak mandátuma hat évre szól, és a köztársasági elnök nevezi ki őket. Megbízatásuk lejártát követő három évig nem jelölhetők újra.
- A Monetáris Tanács hoz döntést a mindenkori jegybanki alapkamat mértékéről, a gazdaság állapotának, a különböző pénz-, és devizapiaci folyamatok, valamint a forint árfolyamának figyelembevételével.
- A kamatdöntő ülések időpontja előre meghatározott;[14] a Monetáris Tanács döntését az elnök nyilvános sajtótájékoztató során jelenti be. Az ülésről rövidített jegyzőkönyv készül, melyet a szavazati megoszlással együtt az ülést követő második héten tesznek közzé. (A sajtótájékoztatók szerkesztett leiratai megtekinthetők a jegybank honlapján.)
- A Monetáris Tanács legfontosabb feladata a jegybanki alapkamat mértéknek meghatározása az árstabilitás, mint fő cél elérése és fenntartása érdekében.
- Az alapkamat meghatározásán keresztül a Tanácsnak jelentős szerepe van a gazdasági folyamatok befolyásolásában, hiszen a jegybanki kamat nagysága hat a forint árfolyamának alakulására illetve a kereskedelmi bankok hitel- és betéti kamataira. A jegybank inflációs célkövető rendszert alkalmaz, a kormánnyal közösen határozza meg az inflációs célt, amelynek teljesítésére a jegybank kötelezettséget vállal. Az alkalmazott árfolyamrendszerről szintén közösen dönt a két testület.

#### Története
A Monetáris Tanácsot a 2001. június 19-én elfogadott új jegybanktörvény hozta létre, amely növelte a jegybank függetlenségét és módosította döntéshozatali mechanizmusát. A jegybanktörvény az árstabilitás védelmét jelölte meg a jegybank fő céljaként, és a kormány gazdaságpolitikájának támogatását csak abban az esetben engedi meg, ha ezzel a fő célt nem veszélyezteti.
A Tanács kezdetben a törvény szerint hét-kilenc tagú volt. A kilenc tag öt „belsős” (az elnök és négy alelnök) és négy „külsős” tagból állt össze. 2004 végén a jegybanktörvény módosítása során újabb négy külsős taggal bővült a testület, valamit módosultak a tagok kinevezésének szabályai is. A módosítások szakmai körökben heves reakciókat váltottak ki mind itthon, mind külföldön. Jegybanki vezetők, az Európai Központi Bank valamint az Európai Bizottság is a függetlenségbe való beavatkozásként értékelte a döntést. A kritikák nyomán a törvényjavaslatot több ponton megváltoztatták, de a Tanács kibővítése és a kinevezési szabályok módosítását nem vonták vissza. Ez a módosítás vezette be azt a szabályt is, amely szerint a Tanács tagjai (beleértve elnökét és az alelnökeit) megbízatásuk megszűnését követően három évig nem jelölhetők újra.

#### Változások 2007-ben
2007 márciusában Járai Zsigmond mandátuma lejárt, helyette Simor András lett az új jegybankelnök. Szapáry György alelnök helyére Karvalits Ferenc került, Adamecz Péter és Auth Henrik alelnökök mandátumának lejárta után Király Júliát nevezték ki. A tanácsban így a külső és belső tagok aránya 9:3 lett. A legutóbbi törvénymódosításnak megfelelően a tanács létszáma a továbbiakban fokozatosan csökken. A törvény szerinti minimum 4, de maximum 7 fős létszámot úgy érik el, hogy azon tagok helyére, akiknek lejár a mandátumuk, nem neveznek ki új tagokat.

#### Kinevezési szabályok
A Jegybanktörvény legutóbbi módosítása óta a kinevezési szabályok a következők:
- Valamennyi tagot a köztársasági elnök nevezi ki 6 évre. A tagok mandátumuk lejáratát követő három évben nem nevezhetők ki újra.
- A Tanácsban részt vevő alelnök személyére az elnök tesz javaslatot, és a miniszterelnök terjeszti a köztársasági elnök elé. Az alelnököket a köztársasági elnök nevezi ki.
- A külsős tagok közül két fő kinevezésére az MNB elnöke tesz javaslatot, amelyet egyetértés esetén szintén a miniszterelnök terjeszt a köztársasági elnök elé.
- A másik két tag kinevezésére a miniszterelnök tesz javaslatot a köztársasági elnöknek. A miniszterelnök kikérheti az MNB Elnökének véleményét, ám annak nincs vétójoga.
- Ha egy tag megbízatása megszűnik, akkor az őt eredetileg javasló hivatal viselője jogosult az új tag személyére javaslatot tenni.

#### A Tanács működési rendje
A Tanács a 2007 júliusában hatályba lépett törvény szerint havonta legalább egyszer ülésezik. Az elmúlt években kialakult gyakorlat szerint az ülések időpontja előre meghatározott, melyek közül havonta egyszer kerül sor rendszeres kamatdöntésre. Rendkívüli ülést az MNB alapszabálya szerint bármikor tarthat a testület; ezt az elnök hívja össze és vezeti le, de bármely tag kezdeményezheti.
A testület határozatképes, ha tagjainak többsége jelen van az ülésen. A Monetáris Tanács szótöbbséggel hozza meg határozatait, szavazategyenlőség esetén az elnök (ha ő akadályoztatva van, akkor az elnökhelyettes) szava dönt. A Monetáris Tanács álláspontját az elnök, vagy távollétében a Tanács elnökhelyettese kommunikálja nyilvánosan, ugyanakkor semmi nem tiltja, hogy a tagok saját véleményüket nyilvánosan elmondják.

### A Pénzügyi Stabilitási Tanács
A megszüntetett Pénzügyi Szervezetek Állami Felügyelete bizonyos hatásköreit 2013. októberétől a Pénzügyi Stabilitási Tanács mint az MNB szerve vette át. A pénzügyi Stabilitási Tanács 3 – 10 tagú testület. Tevékenységének stratégiai kereteit a Monetáris Tanács határozza meg. Rendszeresen beszámol a Monetáris Tanácsnak.

#### Hatásköre
- a) a pénzügyi közvetítőrendszer egészének stabilitása érdekében folyamatosan figyelemmel kíséri a pénzügyi közvetítőrendszer egészének, illetve a pénzügyi piacoknak a stabilitását,
- b) számba veszi a pénzügyi közvetítőrendszer egészét veszélyeztető kockázati tényezőket,
- c) elemzi azokat az intézmény- vagy terméktípushoz, ezek gyors elterjedéséhez kapcsolódó kockázatokat, amelyek veszélyt jelenthetnek a pénzügyi közvetítőrendszer egészére nézve,
- d) nyomon követi a nemzetközi és az európai piacokon zajló fejleményeket és a pénzügyi közvetítőrendszer egészének stabilitását veszélyeztető kockázatokat és a Monetáris Tanács által meghatározott stratégiai keretek között dönt a szükséges intézkedésekről,
- e) megtárgyalja a pénzügyi közvetítőrendszer egészét érintő stratégiai, szabályozási, kockázati kérdéseket és szükség esetén állást foglal,
- f) a pénzügyi közvetítőrendszer egészének stabilitását fenyegető helyzetben értékeli a rendszerkockázatokat, dönt az azok csökkentése vagy megszüntetése érdekében szükséges intézkedésekről,
- g) szükség szerint napirendre tűzi az Európai Rendszerkockázati Testületnek a pénzügyi közvetítőrendszer egészének szempontjából releváns ajánlásait, állásfoglalásait, kockázati figyelmeztetéseit,
- h) szükség szerint megtárgyalja az Európai Felügyeleti Hatóságok által kiadott ajánlásokat, határozatokat, ideértve az európai pénzügyi rendszer stabilitásának komoly veszélyeztetettsége esetén a nemzeti felügyeleti hatóságoknak címzett, egyedi intézkedések megtételére felszólító határozatokat is, valamint állást foglal az azokból származó feladatokról,
- i) az MNB jogalkalmazási gyakorlatának alapjait ismertető, a 39. §-ban meghatározott törvények hatálya alá tartozó személyekre és szervezetekre nézve kötelező erővel nem rendelkező ajánlást ad ki,
- j) évente meghatározza az MNB ellenőrzési tevékenységének kiemelt célterületeit és
- k) döntést hoz a jegybanktorvény 39. §-ában meghatározott törvények hatálya alá tartozó személyek és szervezetek, valamint tevékenységek feletti a jegybanktörvény 4. § (9) bekezdése szerinti felügyelet gyakorlásával kapcsolatos hatósági eljárásokban.

### Az MNB elnökei
|                                                                               | Elnök                                                                    | Elnökségi ideje     | Elnökségi ideje     |
| ----------------------------------------------------------------------------- | ------------------------------------------------------------------------ | ------------------- | ------------------- |
|                                                                               | Dr. Popovics Sándor (1862. okt. 22. – 1935. ápr. 15.)                    | 1924. június 24.    | 1935. január 6.     |
|                                                                               | Dr. Imrédy Béla (1891. dec. 29. – 1946. febr. 28.)                       | 1935. január 6.     | 1938. május 14.     |
|                                                                               | Dr. Baranyai Lipót (1894. aug. 7. – 1970. jan. 30.)                      | 1938. május 14.     | 1943. február 7.    |
|                                                                               | Dr. Pósch Gyula (1878. nov. 29. – 1946. febr. 4.)                        | 1943. február 7.    | 1944. október 16.   |
|                                                                               | Temesváry László                                                         | 1944. október 16.   | 1944. december      |
|                                                                               | Dr. Oltványi Imre (1893. febr. 20. – 1963. jan. 13.)                     | 1945. április 17.   | 1945. augusztus 31. |
|                                                                               | Dr. Kárász Artúr (1907. dec. 13. – 1992. jan. 16.)                       | 1945. augusztus 31. | 1945. november 15.  |
|                                                                               | Dr. Oltványi Imre (1893. febr. 20. – 1963. jan. 13.)                     | 1945. november 15.  | 1946. augusztus 9.  |
|                                                                               | Dr. Csejkey Ernő (1887. szept. 11. – 1969. jan. 9.)                      | 1946. augusztus 9.  | 1949. aug. 30.      |
| 1949. augusztus 30. – 1956. április 17. között nem volt kinevezett MNB elnök. |                                                                          |                     |                     |
|                                                                               | Dr. Jeszenszky Ferenc vezérigazgató (1905. szept. 23. – 1990. febr. 12.) | 1949. augusztus 30. | 1952. február 1.    |
|                                                                               | Vörös János vezérigazgató (1914. – 1955. nov. 12.)                       | 1952. február 1.    | 1955. november 12.  |
|                                                                               | Dr. Háy László (1891. aug. 31. – 1975. jan. 27.)                         | 1956. április 17.   | 1956. november 20.  |
|                                                                               | Szántó Dénes                                                             | 1956. november 20.  | 1960. június 30.    |
|                                                                               | Sulyok Béla (1904. nov. 21. – 1977. márc. 1.)                            | 1960. július 1.     | 1961. október 31.   |
|                                                                               | Dr. László Andor államtitkár (1914. dec. 24. – 1993. aug. 8.)            | 1961. november 1.   | 1975. július 10.    |
|                                                                               | Dr. Timár Mátyás államtitkár (1923. júl. 10. – 2020. feb. 16.)           | 1975. július 10.    | 1988. június 15.    |
|                                                                               | Dr. Bartha Ferenc államtitkár (1943. aug. 6. – 2012. május 7)            | 1988. június 15.    | 1990. június 30.    |
|                                                                               | Dr. Surányi György (1954. jan. 3. – )                                    | 1990. július 1.     | 1991. november 30.  |
|                                                                               | Dr. Bod Péter Ákos (1951. júl. 28. – )                                   | 1991. december 9.   | 1994. december 14.  |
|                                                                               | Dr. Surányi György (1954. jan. 3. – )                                    | 1995. március 1.    | 2001. március 1.    |
|                                                                               | Dr. Járai Zsigmond (1951. dec. 29. – )                                   | 2001. március 2.    | 2007. március 2.    |
|                                                                               | Simor András (1954. máj. 13. – )                                         | 2007. március 3.    | 2013. március 3.    |
|                                                                               | Matolcsy György (1955. júl. 18. – )                                      | 2013. március 3. –  | 2025. március 3.    |
|                                                                               | Varga Mihály (1965. jan. 26. – )                                         | 2025. március 4. –  | hivatalban          |

## Az MNB törvényben rögzített kötelezettségei

### Az MNB céljai
- Az MNB elsődleges célja az árstabilitás elérése és fenntartása.
- Az MNB elsődleges céljának veszélyeztetése nélkül, a rendelkezésére álló monetáris politikai eszközökkel támogatja a kormány gazdaságpolitikáját.

### Az MNB feladatai
- a monetáris politika megvalósítása,
- a törvényes fizetőeszközök (forintbankjegy és -érme) kibocsátása,
- az ország hivatalos deviza- és aranytartalékának kezelése,
- devizaműveletek végzése az árfolyam-politikával és a devizatartalék kezelésével kapcsolatosan,
- a belföldi fizetési és elszámolási, valamint értékpapír-elszámolási rendszerek kialakítása és felvigyázása a pénzforgalom zavartalan lebonyolítása érdekében,
- a pénzforgalom lebonyolításának szabályozása,
- a pénzügyi rendszer stabilitásának felügyelete,
- statisztikai adatok összegyűjtése és szolgáltatása az EU felé,
- számlavezetés a bankok és hitelintézetek részére, illetve hitelek nyújtása, valamint betétek elfogadása ugyanezektől.

## Az inflációs célkövetés Magyarországon
Az inflációs célkövetés bevezetésekor, 2001-ben a magyar jegybank elsődleges feladata nem az árstabilitás fenntartása, hanem annak az elérése volt. Ezért az első években a jegybank és a kormány nem törekedett az árstabilitásnak megfelelő inflációs szint számszerűsítésére, ehelyett 1,5-2 évre előre jelentették be az év végi célokat, ezáltal kijelölve a dezinflációs pályát (lásd a táblázatot). A mérsékelt infláció elérésével azonban 2005. augusztusban lehetőség nyílott arra, hogy az MNB középtávú inflációs célt tűzzön ki, amit a 2007-től kezdődő időszakra a 12 havi teljes fogyasztóiár-index 3%-os értékében határozott meg. A korábbi, év végi célokkal szemben a jelenlegi rezsimben a cél nem kitüntetett jövőbeli időpontokra vonatkozik, hanem folyamatosan érvényben van. A folyamatos érvényű cél legfontosabb előnye, hogy kiszámítható környezetet biztosít a gazdasági szereplők számára, segíti az inflációs várakozások lehorgonyzását, ezáltal hozzájárul ahhoz, hogy az infláció tartósan alacsony, az árstabilitásnak megfelelő szinten maradjon.
Az inflációs célkövetéses rendszerek egyik sarkalatos eleme a jegybank publikus inflációs előrejelzése. Az MNB negyedévente – márciusban, júniusban, szeptemberben és decemberben – publikálja előrejelzéseit. Ennek oka, hogy a gazdaságot érő sokkok eltéríthetik az infláció mértékét a célként kijelölt értéktől, és a sokkok inflációs hatásainak azonnali és folyamatos semlegesítése nem lehetséges a monetáris politika lassú, sok áttételen keresztül működő hatásmechanizmusa és a gazdaság jövőbeli pályájának bizonytalanságai miatt. Azon túl, hogy ez nem lehetséges, nem is lenne kívánatos: az infláció túl gyors visszahozásának ugyanis reálgazdasági költségei lehetnek. A jegybank tehát arra törekszik, hogy a jövőbeni inflációt – az inflációs előrejelzés alapján – a kijelölt cél közelében tartsa. Az elmúlt évek tapasztalatairól az alábbi tanulmány ad részletes áttekintést: 
Az MNB meghirdetett inflációs céljai
Kívánt elérési dátum Cél értéke
- 2001. december 7± 1%
- 2002. december 4,5 ± 1%
- 2003. december 3,5 ± 1%
- 2004. december 3,5 ± 1%
- 2005. december 4 ± 1%
- 2006. december 3,5 ± 1%
- 2007–től 3% (*) középtávú folyamatos cél

További információkért lásd:

## A jegybank kamat- és devizaárfolyam-politikai eszközei
A jegybank kamat és devizaárfolyam politikájának célja a gazdaságban lévő pénzmennyiség csökkentésén/növelésén keresztül a gazdasági rendszer működésének befolyásolása a nemzeti pénzügyi egyensúly megteremtése, és a gazdaságpolitika legfőbb céljainak támogatása.

### Direkt eszközök
Direkt eszközök esetén a jegybank aktívan beleavatkozik a kereskedelmi bankok pénzügyi működésébe.
- A hitelkontingentálás esetén a jegybank a hitelnyújtási igényektől, lehetőségektől függetlenül

meghatározza a kihelyezhető hitelek mértékét.
- A viszontleszámítolási plafon előírása esetén a központi bank a kereskedelmi bank számára a viszontleszámítolás összegét írja elő.
- Kamatszabályozás esetén a központi bank a hitelkamat és a betéti kamat konkrét mértékét írja elő.

### Indirekt eszközök
- Tartalékráta növelése: a központi bank növeli a kötelező tartalékráta mértékét.
- Refinanszírozási hitelek: a kereskedelmi bankok számára refinanszírozási hiteleket nyújt.
- Alapkamat növelés: a kereskedelmi bankok refinanszírozási hiteleinek alapkamatát növeli.
- Nyílt piaci műveletek: a jegybank jelentős mennyiségű állampapírral rendelkezik, melyeknek adás-vételével tudja alakítani a gazdaságban lévő pénz mennyiségét.
- Erkölcsi ráhatás: a jegybank az általa fontosnak tartott cél elérése érdekében egyeztetésekkel, meggyőzéssel próbálja a kereskedelmi bankokat a megfelelő tevékenységre rávenni.
- Értékpapírok leszámítolása, viszontleszámítolása

## Bankjegy- és érmekibocsátás

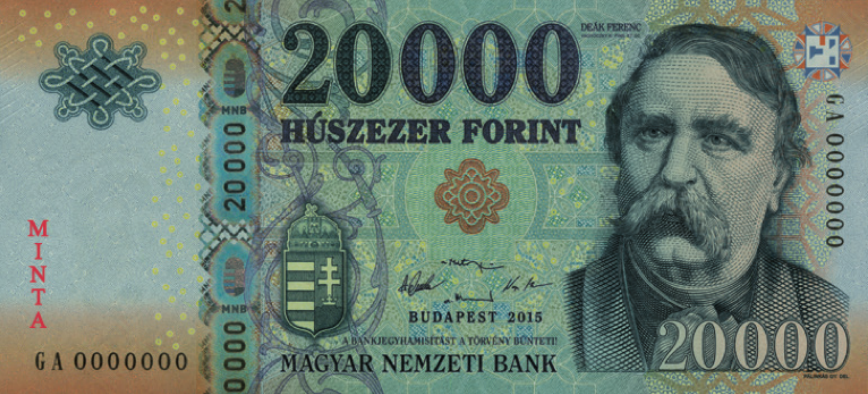
A legnagyobb címletű magyar bankjegy, a 20 000 forintos Deák Ferenc portréjával

A jegybank összetett emissziós feladatokat lát el. A jegybanktörvény értelmében a pénzkibocsátás kizárólagos jogosultjaként végzi a készpénz előállításával és forgalomba hozatalával kapcsolatos teendőket.
Az MNB emissziós tevékenységének fő célja a készpénzforgalom igényeinek biztonságos, maradéktalan kielégítése korszerű, jó minőségű, esztétikus bankjegyekkel és érmékkel. E cél érdekében a Magyar Nemzeti Bank 1993-ban új forgalmi érmesort, 1997 és 2001 között új bankjegysorozatot bocsátott ki, továbbá folyamatosan fejleszti a bankjegyeken található biztonsági elemeket. 1999 szeptemberétől kizárólag az új bankjegysorozat és az új érmesorozat címletei vesznek részt a készpénzforgalomban, a régi bankjegyeket és érméket a jegybank bevonta a forgalomból. Bevonás után a jegybank az átváltási határnapig váltja át a régi bankjegyeket és érméket törvényes fizetőeszközre (2009. december 31-éig az 1997 előtt gyártott 500, 1000 és 5000 forintos bankjegyeket). Ha a jövőben újabb bankjegyet vagy érmét vonnak be, az MNB – a jegybanktörvény előírásának megfelelően – hosszabb ideig fogja azokat váltani: a bankjegyeket a bevonás határnapjától számított 20 évig, míg az érméket 5 évig. Egy bizonyos ideig számos hitelintézeti és postafiók is részt vesz a bevont bankjegyek és érmék váltásában. Az átváltási határnap után a jegybankon kívül maradt, törvényes fizetőeszközre be nem váltott érmék, illetve bankjegyek értékét bevonási nyereségként kell elszámolni, és azt a jegybanktörvény alapján az MNB-vel szemben fennálló államadósság csökkentésére kell fordítani.
A jegybank által kibocsátott törvényes fizetőeszközök a jegybank pénztárain keresztül kerülnek forgalomba. A Magyar Nemzeti Bank legfőbb ügyfelei a hitelintézetek, melyek részére a Bank pénzforgalmi számlát vezet. A Magyar Nemzeti Bank – a bank által Üzleti Feltételekben közzétett feltételek szerint – készpénz be- és kifizetési, valamint váltási tevékenységet is végez. Ez utóbbi szolgáltatást nem csak a hitelintézetek, hanem más, nem hitelintézeti tevékenységet végző szervezetek, vállalkozások és magánszemélyek is igénybe vehetik. Az MNB a készpénzkezelési- és váltási tevékenységét a bank által Hirdetményben közzétett készpénzkezelési vagy váltási díj ellenében, illetve meghatározott esetekben díjmentesen végzi. A beáramló készpénz feldolgozása során az MNB megvizsgálja a bankjegyek minőségét, kiszűri a hamis bankjegyeket, illetve megsemmisíti a forgalomképtelen fizetőeszközöket.
A jegybank gondoskodik a forgalomban elhasználódott készpénzmennyiség pótlásáról. Kielégíti a pénzforgalom címletösszetétel szerinti igényeit, részt vesz a készpénzforgalom szabályozásában és ellenőrzésében.
Az MNB a forgalmi érmék és bankjegyek mellett 1968 óta emlékérméket, és újabban forgalmi érmék emlékváltozatát és emlékbankjegyeket is kibocsát. Ezek kibocsátása neves történelmi kulturális, tudományos vagy más eseményhez, illetve évfordulóhoz kapcsolódik. Az emlékérmék és emlékbankjegyek nemcsak numizmatikai értéket képviselnek, hanem – a Magyar Közlönyben megjelenő MNB hirdetmény alapján – törvényes fizetőeszközök is.
A Magyar Nemzeti Bank Látogatóközpontjában megtekinthetők a forgalomban lévő és forgalomból kivont fém- és papírpénzek, emlékérmék, történelmi értékpapírok.
Annak érdekében, hogy a jelenleg 7 címletből álló bankjegysoron alkalmazott biztonsági elemek minél szélesebb körben váljanak ismertté, a bankjegyek bemutatásán túl az MNB a honlapján Bankjegyismeret című anyagot tett közzé.

## Értéktár program
2014. január 16-án a Nemzeti Bank elindította „Értéktár program” elnevezésű műkincs-vásárlási programját, melynek célja az elmúlt időszakokban külföldi tulajdonba került legfontosabb magyar vonatkozású műkincsek visszaszerzése Magyarország számára. A jegybank elkötelezett a nemzeti értékek megőrzése iránt, ezért – más országok központi bankjainak műkincsvásárlási tevékenységéhez hasonlóan – támogatja a kiemelkedő kulturális javak felkutatását és megőrzését.

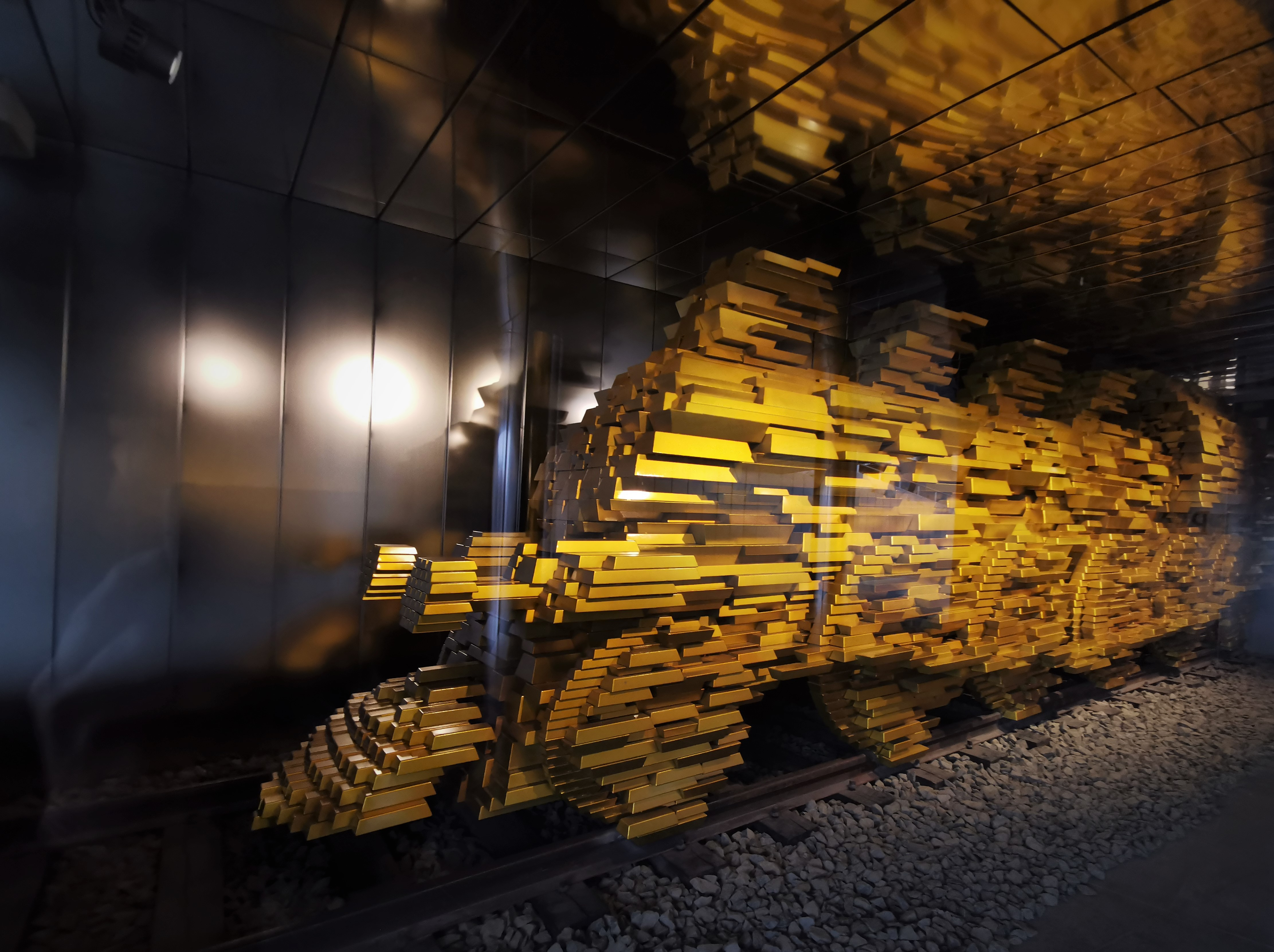
Aranyvonat

## Magyar Pénzmúzeum és Látogatóközpont
A Magyar Nemzeti Bank Látogatóközpontja 2004. március 19-én nyílt meg. A Magyar Nemzeti Bank egyik új épületében, a Postapalota Sándy Gyula közre néző oldalán 2022. március 16-án nyílt meg a Pénzmúzeum.

## Az MNB épülete

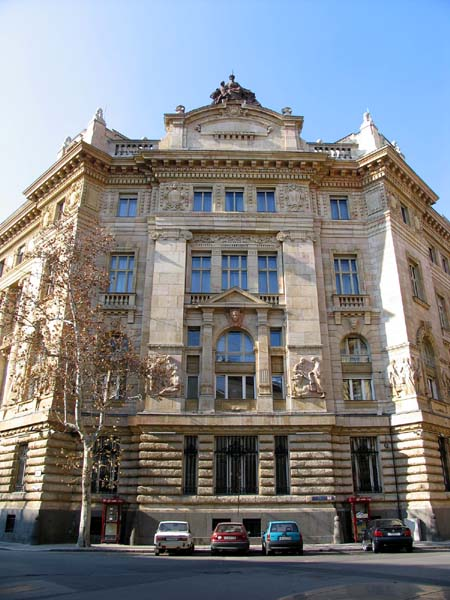
A Magyar Nemzeti Bank épülete a budapesti Szabadság téren

A főépület (V. Szabadság tér 8-9.) eredetileg az Osztrák–Magyar Bank budapesti főintézetének székházaként létesült. A bank 1900 nyarán írta ki zártkörű pályázatát, amelyre nyolc-nyolc neves magyar és osztrák építészt hívtak meg. 1901. május 10–12-én tartott ülésén a zsűri (két magyar és két osztrák építész) az első díjat egyhangúlag Alpár Ignácnak ítélte.
Az építkezés 1902 tavaszán kezdődött és 1905 tavaszán fejeződött be, az épület az előirányzott hárommillióhoz képest négy és fél millió koronába került. Monumentális, palotahomlokzatú épület készült, gazdag külső és főleg belső díszítéssel. Ez utóbbiak közül kiemelkedőek Róth Miksa színes üvegablakai, amelyek a főlépcsőházat ékesítik. Az épület 1976 óta védett műemlék.

### Az épület küldíszei
A bankszékház Bank utcai és Szabadság téri főhomlokzata aszimmetrikus. A Szabadság tér felé forduló homlokzat díszítésben gazdagabb, ezzel harmonizál a tér túloldalán található Tőzsdepalotával. Az épület homlokzatát Senyei Károly szobrászművész díszítette. A reliefek a következő jeleneteket rögzítik: ércolvasztás és nemesfémrudak öntése, pénzverés, papírpénzek metszése és sajtolása, papírpénzek rajzolása és jelzése, művészetek, tudomány és ötvösművészet, állattenyésztés-földművelés és ipar, föníciai-egyiptomi-arab-zsidó kereskedelem, középkori bank és ércbányászat. A főbejárat felett látható erkélyt Tóth István kőszobrai őrzik. A bank épületének mellvédjein két jelentős alkotás emelkedik ki. A nyugati és a déli homlokzat sarkán a Magyar Nemzeti Bank jelképe helyezkedik el, a szoborcsoport Róna József műve. A Szabadság téri mellvéden álló szobrokat és címert Markup Béla készítette.

### Az épület belső ékei
Az épülethez eredetileg négy emelet tartozott, az 1950-es években az első és a második emelet közé egy másik szintet építettek. Ennek ellenére az épület megőrizte eredeti külső képét. Minden szint világát egy növény jelképe fonja díszbe. A földszintet a búza, az első emeletet az írisz és a bogáncs, a harmadik emeletet a vadgesztenye motívumai ékesítik. Jeles képzőművészek alkotásai teszik méltóvá az épületet arra, hogy a magyar jegybank székhelye legyen. A belső épületszobrászati munkákat Maróti Géza végezte, a míves faragású ajtókat és kereteket Michl Alajos készítette, a kovácsoltvas korlátokat Alpár Ede tervezte, míg a káprázatos harmadik emeleti rózsaablakok atyja Róth Miksa.

### Az épület szerkezete
Az átépítés előtt az első emeleten az eredeti funkciónak megfelelően egymástól elszigetelt kis irodákat működtettek. Ez az emelet szolgálta a bankügyleteket. A második emeleten voltak a vezérkar irodái, lakásai és a tanácsterem. Így a ma már harmadik emeletnek számító szinten helyezkednek el a tanácstermek mellett az elnök és az alelnök dolgozószobái. A Nagytanácsterem a Monetáris Tanács üléseinek helyszíne. A neoreneszánsz stílusú terem már csak az eredeti mintájára készült bútorokkal dicsekedhet. Ennél azonban sokkal nagyobb értéke van a velencei tükröknek, márványoszlopoknak és az eredeti csillároknak. A Kistanácsterem az igazgatóság üléseinek ad helyet. Néhány éve ezt a helységet az első elnökről, Popovics Sándorról Popovics-teremnek nevezték el. Az akkori harmadik (ma negyedik) emeleten személyzeti lakásokat tartottak fenn. A bank belső udvarát 1949-50-ben beépítették, napjainkban Látogatóközpontot üzemeltetnek a helyén.

### Felújítás (2021–2025)
2021 októberében kezdték meg az épület teljes rekonstrukcióját. A munkálatok magukba foglalták az épület teljes gépészeti rekonstrukcióját, amelynek során az elavult technológiák minden eleme eltávolításra került, beleértve a csővezetékeket és berendezéseket is. A rekonstrukció során az utólag beépített födém teljes egészében elbontásra került, ezáltal az épület visszanyerte az eredeti állapotát, így az első emelet ismét a teljes, hatméteres belmagasságú. Az udvar korábbi, földszinti elfedése megszűnt, és az épület udvara egy 1320 négyzetméter területű üvegkupolát kapott, aminek eredményeképpen egy nagy, világos belső átrium jött létre. A ráépítés a tetőszerkezetnek az elbontásával járt, ami szintén az Alpár Ignác tervezte tömb értékét képviselte. A bontással-ráépítéssel kapcsolatban botrányt kavart az Építési és Közlekedési Minisztérium műemléki referensének nyilatkozata, miszerint a helyi és a műemléki szabályozás nem tette volna lehetővé az átalakítást. A felújítás során megőrzésre került a ház motívumrendszere, rekonstruálva lettek a műemléki indás-florális díszekkel ellátott korlátok, a műemléki csillárok és az ólmozott üvegtáblák is. A beruházás a 2024. júniusi MNB-centenárium helyett csak 2025 elején fejeződött be, költségei messze meghaladták a tervezettet.
Matolcsy György 2021-ben azzal az ígérettel jelentette be a Szabadság téri MNB-székház felújítását, hogy ahhoz nem lesz szükség közpénzre. „A műemlék épület teljes külső és belső felújításának költsége 55 milliárd forint, melyet a jegybank az évek óta nyereséges gazdálkodásából fedez” – közölte az MNB 2021. október 27-én.
Az Állami Számvevőszék (ÁSZ) jelentése szerint azonban a beruházás költsége „közel megduplázódott”, 104,9 milliárd forintra nőtt. A jegybanki nyereség pedig már 2022-től olyan súlyos veszteségbe fordult, hogy az MNB teljesen elveszítette saját tőkéjét, vagyis házon belül nem volt fedezete a rekonstrukciónak.
2021-ben a jegybank azt is közölte, hogy „a rekonstrukció ideje alatt az MNB zavartalanul ellátja feladatait”. Ennek megfelelően a felújítás idejére a jegybank a központját a Krisztina körút 55.-be, a pénzügyi felügyeletet a Krisztina körút 6.-ba költöztette, a monetáris tanács (MT) pedig a budai Vár egyik reprezentatív épületében ülésezett, ami tovább növelte a költségeket. Ezekre a célokra az MNB összesen 204 milliárd forintot juttatott a saját ingatlanos cégének – tartalmazza az ÁSZ jelentése.
A jegybanki felügyelőbizottság (fb) és a Pénzügyminisztérium, mint tulajdonos egészen 2024-ig nem kifogásolta hivatalosan, hogy nem lát bele az MNB ingatlanfejlesztési, valamint alapítványi ügyeibe.
A felújítás fővállalkozója a Raw Development nevű cég volt (ami közvetetten Somlai Bálint, Matolcsy György leköszönő jegybankelnök fiának, Matolcsy Ádám barátjának érdekeltségében van).